# Boris Smolar
Boris Smolar (geboren 27. Mai 1897 in Rowno, Russisches Kaiserreich; gestorben 31. Januar 1986 in New York City, auch Ber Smoliar) war ein russisch-US-amerikanischer Journalist.

## Leben
Smolar begann als Kriegskorrespondent im Ersten Weltkrieg für die Warschauer und Moskauer Presse. Die Russische Oktoberrevolution erlebte er in Kasan, wo er sich den Bundisten anschloss. In seinem Heimatort Rowno war er Zeuge der Pogrome der Polnischen Armee in Wolhynien. Als Journalist arbeitete er Anfang der 1920er Jahre in Berlin und schrieb für jiddischsprachige Kinderbuchverlage in Berlin und New York. Nach seiner Auswanderung in die USA begann er 1924 bei der Jewish Telegraphic Agency (JTA), die ihn als Korrespondent in Europa einsetzte.  Aus der Sowjetunion berichtete er 1930 von den Judenverfolgungen und aus Berlin vom politischen Aufstieg Adolf Hitlers. Im März 1932 geriet er in Berlin in Konflikt mit dem Centralverein deutscher Staatsbürger jüdischen Glaubens und dessen Vertreter Ludwig Holländer, weil die JTA den deutschen Antisemitismus unverblümt anprangerte, während die Vertreter der deutschen Juden mit Stillhalten auf bessere Zeiten hofften.
Smolar wurde Herausgeber der JTA und setzte sich 1967 zur Ruhe. Er schrieb weiterhin wöchentliche Kolumnen für die JTA und den Jewish Daily Forward. Er wohnte in Manhattan.
Im Jahr 1997 stiftete das American Jewish Joint Distribution Committee den „Boris Smolar Prize“.

## Schriften (Auswahl)
- Ber Smoliar: Kinderwelt, Zeichnungen von Issachar Ber Ryback, Schwellen Verlag, Berlin 1922. In Jiddisch und in deutscher Übersetzung enthalten in: David Bergelson, Lejb Kwitko, Peretz Markisch, Ber Smoliar: Der Galaganer Hahn  : jiddische Kinderbücher aus Berlin ; jiddisch und deutsch, Aus d. Jidd. übertr. und hrsg. von Andrej Jendrusch, Berlin  : Ed. DODO , 2003 ISBN 3-934351-06-9
- Di lebediḳe ariṭmeṭiḳ : ṿitsiḳe ariṭmeṭishe oyfgabn : shpiln un ḳuntsn, Varshe, New York : Farlag ḳinder ṿelṭ, 1923
- Di kishefmakhern : an eynaḳṭer far ḳleyne ḳinder, Varshe, New York : Farlag ḳinder ṿelṭ, 1922
- Soviet Jewry today and tomorrow, New York, Macmillan 1971
- In the service of my people, Baltimore, Md. : Baltimore Hebrew College, 1982